# Sanzinia volontany
La boa de Nosy Komba (Sanzinia volontany) es una especie de serpiente de la familia Boidae. Es endémica del oeste de Madagascar. La localidad tipo dada es "Ampijoroa" (Reserva Ankarafantsika).

## Etimología
La palabra malgache "volontany" significa marrón y se refiere al color de fondo predominante de la subespecie. Se utiliza como sustantivo invariable en aposición.

## Descripción
Sanzinia volontany se diferencia de S. madagascariensis por una coloración adulta predominantemente marrón (predominantemente verdosa en S. madagascariensis) y una alta diferenciación genética en el gen del ARNr 16S, que es casi el doble que entre Acrantophis madagascariensis y Acrantophis dumerilii. Morfológicamente, existe una tendencia de la nueva subespecie a tener un número menor de infralabiales, y posiblemente de supralabiales y perioculares, pero ninguno de estos caracteres puede usarse como una diferencia diagnóstica confiable.

## Alimentación
Es arbórea y generalmente nocturna, se alimenta de mamíferos y aves. Sus cavidades termorreceptoras le ayudan a localizar a su presa. En ocasiones deja los árboles y caza activamente pequeños mamíferos en el suelo. Prefiere árboles y arbustos cerca de arroyos, ríos, estanques y pantanos.